# Мірча Ельяде (стадіон)
Стадіон «Мірча Ельяде» (рум. Stadionul Mircea Eliade Nisporeni) — футбольний стадіон в місті Ніспорени, Молдова, домашня арена футбольних клубів «Сперанца» та «Унгени».
Стадіон побудований та відкритий 2015 року. Потужність становить 2 500 глядачів.
Арені присвоєно ім'я видатного румунського філософа Мірчі Ельяде.